# Literatura en bretón
La literatura bretona es la desarrollada en Bretaña en lengua bretona.

## Primeros testimonios
El texto más antiguo que se conserva en bretón es del 790 y consiste en dos páginas de un tratado de plantas medicinales que se conserva en Leiden.

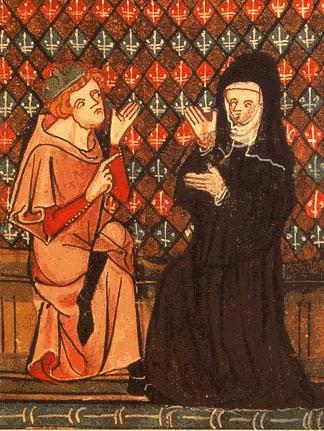
Abelardo y Eloísa.

De las primeras manifestaciones del awen (inspiración poética) solo existen referencias vagas, puesto que la tradición entonces era primordialmente oral. Hay inscripciones funerarias, cuentas de mercaderes, inscripciones en monedas, pero la sabiduría druida y las enseñanzas metafísica, mitológicas, filosóficas y científicas estaban reunidas en miles de versos que debían ser memorizados por los aprendices. Además, la sociedad céltica tenía bardos, poetas sagrados que celebraban las proezas del clan improvisando poemas con arpa. Por otra parte, el céltico hablado en Bretaña hasta el siglo VIII era el britónico, común al galés y al córnico, lenguas de las cuales no empezaría a diferenciarse hasta el siglo VI.
El establecimiento céltico en Bretaña reforzaría sus relaciones con Gales y Cornualles, formando una unidad social y cultural indisociable, con reyes y patrimonio literario comunes. Y sus bardos, Taliesin, Aneirin, Llywarch Hen, Hyvarnion y Gwenc'hlan, famosos en toda Europa. Durante la Edad Media se desarrolló una importante literatura oral en bretón, destacando el bardo Bleheri, famoso a la corte de Guillermo de Aquitania, pero los primeros testimonios literarios escritos en bretón no llegarían hasta la Edad Moderna. Se cree que los poetas y bardos bretones fueron quienes introdujeron y renovaron en el continente europeo el ciclo de historias y leyendas de la denominada Materia de Bretaña, referentes al rey Arturo y a la Mesa Redonda (ciclos de Weroc, Meriasek y Yonek, leyenda de Tristán e Isolda), sobre todo a partir del siglo XI, durante el ducado de Hoel I, gracias a los bardos Cadiou y Riwalon. También serían importantes los breves  poemas líricos (lais bretons) y cantos de amor, que desgraciadamente solo han sobrevivido en su versión francesa. En filosofía y teología, aun cuando escribieron en francés o latín, destacaron como maestros Pierre Abélard (1079-1142) de Ar Palez, cerca de Naoned, con Sic te non (1122), considerada como una obra mestra de la escolástica; Bernard de Loudéac, maestro en Chartres; Jean Roscelin (m. 1121), uno de los iniciadores del nominalismo y profesor en la Sorbona; Baudri de Borgueil (1047-1130) y Marbode de Rennes (1035-1123). Las obras en bretón de esta época no se han conservado. Como en Gales y en Irlanda, los monjes las recogieron la literatura, pero la mayoría de monasterios fueron saqueados por los normandos y los pocos textos supervivientes serían destruidos durante las Guerras de la Liga o durante la Revolución francesa.

## El bretón medio
Los textos mejor conservados corresponden al periodo del bretón medio (siglos XV-XVI): algunos son los denominados Buhes ar Zent (Vidas de Santos), datadas del siglo V pero que no fueron no impresas hasta los siglos XV-XVII, como Buhez Santes Nonn hac he map Deuy (Vida de San Non y de su hijo Deuy), Buhez Sante Gwenole (Vida de Santa Gwenola), Buhez Santez Genovefa (Vida de Santa Genoveva), Buhez Santez Barba (Vida de Santa Bárbara), impresa en 1557, Burzud Braz Jesus (Vida de Jesús), recogida en 1530 y An Passion hac an Resurrection (Pasión y Resurrección). Otras fueron An dialog etre Arzur Roe d’an Bretoned ha Gwynglaff (Diálogo entre Arturo, rey de los bretones, y Gwynglaff), compuesto en 1450, y de cariz religioso; el intelectual Jehan Legadeuc compone entre 1463 y 1499 Le catholicon breton, primer diccionario bretón-francés-latín, con más de 5.000 palabras. Pero las obras más importantes, también de inspiración religiosa serían el Mellezour an maru (Espejo de la muerte, 1519) de Jean Ar Archer Coz, considerada la gran obra del renacimiento bretón y la Buhez Mabden (1530). No se sabe nada de la poesía lírica, aun cuando se sabe que las historias tradicionales se hacían en verso y pequeños poemas (lais, baladas, llantos).
El teatro bretón no apareció hasta el siglo XII, con los misterios pensados para la instrucción y entretenimiento del pueblo en lengua vulgar. Eran composiciones en verso, respetando las antiguas formas de métrica celta, que todavía eran norma en Gales. A menudo se basaban en la vida y milagros de los santos locales (Meriasek, Bieuzy), los actores eran gente del pueblo que se aprendía el texto de memoria oralmente, cosa que explicaría que no se conserven los manuscritos. El texto más antiguo, la Buhez Santez Nonn, es del 1450 y los otras, Burzud Braz Jezuz (1530), Buhez Santez Barba (1557) y Buhez Santez Katell (1580). Estas piezas eran más largas que los misterios franceses y tenían más intensidad dramática, pero no se han encontrado escenas escabrosas y se nota la presencia del Ankou, personificación masculina de la muerte en los cuentos populares. Con respecto al teatro profano, se iniciaría a comienzos del siglo XV y solo se conserva una pequeña comedia, Amourousted eun den coz penihy so orguet a vez ur plac’h (Los amores de un anciano enamorado de una jovencita).
Entre 1530 y 1642 se compilaron los Poémes bretons du Moyen Age (Poemas bretnes de la Edad Media), que no serían impresos hasta 1879 y que recogían los Pemzec levenez Maria (Las quince alegrías de Maria), Buhez Mabden (En la vida del hombre), y Tremenvan an itron gwerches Maria (Pasión de la Virgen Maria). Finalmente, en 1576 aparecería una versión de la Buhez an itron Santes Cathell (Vida de la dama Santa Catalina).

## SiglosXVIyXVII

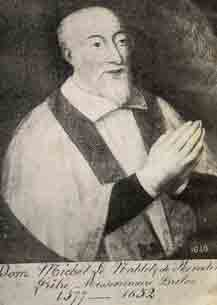
Mikael an Nobletz.

Durante el siglo XVII continuaría el desarrollo de la literatura en lengua bretona, destacando el Dictionnaire breton-français (1616) de Quinquer de Roscoff, quien en el año 1636 compone unas Divizioù (Conversaciones); en 1622 se escribe la Doctrin an christien, que incluye las obras profanas Bue Robars an Diaoul (Vida de Robert el Diablo), An inconstanç doub y Ian melarge (Martes de Carnaval), influidas por la Comedia del arte y dónde se introduce el personaje de Arlequín, a las cuales se uniría más tarde Ar farvel goapaer (El loco disimulado), compuesta verso en 1750 en dialecto leonés por Paskal Kerenveier (1728-1794) y en 1650 Tangi Gueguen escribe las An nouelou ancient ha devot (Canciones viejas y devotas).
Durante la segunda mitad del siglo XVII se iniciaría el periodo del bretón moderno, marcado el origen por los trabajos gramáticos del jesuita Julien Maunoir (1606-1683). El hijo de un misionero bretonófono, Mikael an Nobletz (1577-1652) también intentó crear una grafía basada en el dialecto de Leon y hace algunas mutaciones inusuales en la lengua: tok “sombrero” y kiger “carnicero”, se convierten en tok ar c'higer “el sombrero del carnicero” o ù ar gigerien “los sombreros de los carniceros”, también ma zog “mi sombrero” y e dok “su sombrero”.
A la vez, se abandonarían las reglas más difíciles de la versificación celta, cosa que permitiría componer poemas y dramas sin ejercicio de gran virtuosismo. Esta es considerada como la gran época del humor céltico, con obras teatrales costumbristas y satíricas de Klaod Al Lae (1745-1791) Ar c’hy (El perro) y Sarmoun great ar maro a Vikeal Morin (Sermón sobre la muerte de Miguel Morin), del poema anónimo Ar bugel fur (El niño sabio) y los poemas frívolos del abad Baill, capellán de Saint Jean-du-Doigt, autor de Meulidige kegin (Elogio del grito).
Con respecto al teatro de la época, destacan Buhez Santez Genovefa ar Vrabant y la Burzud (Pasión) de 4.660 versos, compuesta por Laorañs Richou, y el Buhez ar Saent (1752) de Claude Marigo (1693-1759). Otra forma de teatro religioso lo forman los populares Pardons (celebraciones religiosas), el Burzud Santez Triphina (Purgatorio de San Patricio) y el Buhez ar pevar map Aymon (Vida de los cuatro hijos de Aymon). 
Con respecto a literatura culta, hay que destacar a Alain-René Le Sage Ar Fur, que escribe Tuccaret (1709); el padre Grégoire de Rostrenen (1672-1750), seguidor de Maunoir, quien en 1732 escribiría Le dictionnaire françois-breton; y Teophile-Malo Corret de la Tour d’Auvergne (1743-1800), filólogo autor de Nouvelles recherches sur la langue, l’origine et les antiguités des bretons (1792). Loeiz Le Pelletier (1663-1733) escribió un diccionario etimológico bretón publicado por los Estados; Charles le Briz (1665-1737) escribió Heures bretonnes et latines (1712) en una mezcla de bretón y francés denominada brezhoneg beleg (el bretón de los curas).

## Renacimiento literario (sigloXIX)

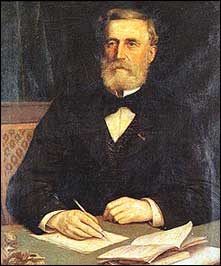
Théodore Hersart de la Villemarqué.

El renacimiento literario bretón coincidió con el triunfo literario del romanticismo, preparado por la obra de Gonideg y por la poesía de tradición oral ya existente. Todavía en el siglo XIX había bardos ambulantes que cantaban de granja en granja, los gwerzioù (llantos y cantos épicos) y los sonioù (de cariz humorístico y amoroso), donde se mezclaban poemas antiguos y composiciones nuevas. Otros vestigios de la tradición oral, los cuentos, recreaban personajes como Merlín, Arturo, las hadas Viviana y Morgana, el gigante Gaor, el cruel rey Conomor (el Conchobar de los irlandeses), la princesa libertina Ahès o Dahud, los enanos maliciosos denominados korrigans o kornandons y el rey Marco de Cornualles, conocido por la historia de Tristán e Isolda. Los viejos mitos fueron cristianizados, como fue el caso de la antigua divinidad celta Cernunnos Taranis, que fue substituida por el diablo. También era medio pagana la personificación de la muerte, Ankou, que era masculina. Los temas favoritos de las leyendas eran la sumersión de ciudades y villas, la búsqueda de princesas, muertes de mujeres y de niños, trabajos llevados a término gracias a la magia y la cierva perseguida; a estos se unieron las leyendas cristianas, los santos llegados de Gran Bretaña para evangelizar el país y las divinidades célticas transformadas en santos, como Ana en Santez Anna, Brigantia en Santa Brígida y Edern en San Edern.
Théodore Hersart de la Villemarqué hizo una amplia recopilación de estas tradiciones ancestrales y en 1838 publicó lo que le pareció de más interés en Barzaz Breiz. Esto crearía interés y alentaría a otros jóvenes autores para escribir en bretón. Los principales fueran Aougust Brizeug (1803-1858), Prosper Proux (1812-1873) de Kernev; Jean Marie le Scour, con Gwerz Ker-Is (La ciudad sumergida); Lan Inizan (1826-1891) François-Marie Luzel Fañch An Uhel (1821-1895), Gwilherm Kerambrun (1813-1852), Narcisse Quellien (1848-1902), amigo de Ernest Renan y autor de los poemas Annaïk (1880) y Breiz (1898); Gabriel Milin (1822-1895) director de la revista Feiz ha Breizh y autor de los cuentos Gwechall-goz e oa (Ha sido otra vez, 1924).
También se desarrolló una fuerte literatura de cariz religioso y reaccionaria, fomentada por las traducciones bíblicas Histoer ar Vuhe Jesus Chrouist (Historia y vida de Jesucristo), en gweneg, de Giquello, y el Testament Nevez hon Aoutrou Jesus Krist (El nuevo testamento de Jesucristo, 1827), traducido por Gonidec, que en 1866 se unirán en la Bibl Santel. Entre estos autores religiosos destacarían el padre Henry, autor de Kannouennou santel (Cánticos sagrados); el padre Yann-Vario Le Jobioux (1806-1888), el abad Durante, autor de Ar feiz ha ar vro (La fe y el país); Joakim Gwilhom (1797-1857). Además, durante el periodo de 1830 a 1848 destacaron los autores de teatro Aougust Ar C’horr y Jobig Koat de Montroulez, autores de comedias como Plac’h ar pemp amourouz (La chica de los cinco enamorados). Desde el 1800 se formaran numerosos grupos de teatro amateur en Bro Dreger, en villas como Lannuon, Pluzuned, Pempoull y Lanveur. Todas estas obras ayudarían a fijar el estereotipo del bretón ultracatólico y reaccionario.

## Literatura contemporánea
El poeta Jean-Pierre Calloc'h (1888-1917) murió durante la I Guerra Mundial. Se publicó de forma póstuma la colección Ar en deulin, que cimentó su fama como poeta de guerra.
En los años 1920, surgió un movimiento para introducir las nuevas tendencias de la literatura moderna en bretón, en el que el lingüista y autor Roparz Hémon tuvo un papel importante. La revista literaria Gwalarn sirvió de salida para autores modernos, como Jakez Riou y Yves Le Drézen (que publicó la primera novela larga en bretón en 1941).
Pierre-Jakez Hélias (1914-1995) escribió prosa y poesía tanto en bretón como en francés. Su contemporánea Anjela Duval (1905-1981) escribió poesía reflexionando sobre su origen campesino, mística y de conciencia social.
- Datos: Q1965808
- Multimedia: Breton-language literature / Q1965808